# (1070) Tunica
(1070) Tunica ist ein Asteroid des Hauptgürtels, der am 1. September 1926 vom deutschen Astronomen Karl Wilhelm Reinmuth entdeckt wurde, der am Observatorium auf dem Königstuhl bei Heidelberg tätig war.
Der Asteroid ist nach der Gattung der Tunica aus der Familie der Nelkengewächse benannt.